# 17 Dywizja Polowa Luftwaffe
17 Dywizja Polowa Luftwaffe (niem. 17 Luftwaffe Feld Division) – utworzona w grudniu 1942 r. na terenie Niemiec pod Landshut w VII Okręgu Powietrznym (Luftgau VII). 
W  1943 r. dywizja znalazła się w rejonie Hawru i pełniła funkcję jednostki obrony wybrzeża. W listopadzie 1943 r. została przemianowana (jak wszystkie dywizje polowe Luftwaffe) na 17 Feld Division (L) i przydzielona do wojsk lądowych. 
Po lądowaniu Aliantów w Normandii dywizja została rozbita pod Paryżem i rozwiązana 28 września 1944 r. Jej resztki przekazano do 167 Dywizji Grenadierów Ludowych.

## Skład bojowy dywizji
- 33 polowy pułk strzelców Luftwaffe
- 34 polowy pułk strzelców Luftwaffe
- 17 polowy pułk artylerii Luftwaffe
- 17 polowa kompania fizylierów Luftwaffe
- 17 polowy batalion niszczycieli czołgów Luftwaffe
- 17 polowy batalion inżynieryjny Luftwaffe
- 17 polowa kompania łączności Luftwaffe
- 17 polowe dywizyjne oddziały zaopatrzeniowe Luftwaffe

## Dowódcy dywizji
- Oberst Hans Korte (od grudnia 1942 do 25 stycznia 1943)
- Generalleutnant Herbert Olbrich (od 25 stycznia 1943 do 30 października 1943}
- dowódca jednego pułków (od 30 października 1943 do 5 listopada 1943)
- Generalleutnant Hans Kurt Höcker (od 5 listopada 1943)